# Aubauer (Kronburg)
Aubauer ist ein Gemeindeteil der oberschwäbischen Gemeinde Kronburg im Landkreis Unterallgäu in Bayern.

## Geographie
Die Einöde liegt etwa vier Kilometer nordwestlich des Hauptortes und ist über Gemeindestraßen mit den benachbarten Orten Ferthofen und Kardorf verbunden. Westlich des Gehöfts im unteren Illergries verläuft mit der Iller die Landesgrenze von Bayern, östlich liegt der Vorderwald, südlich des Gehöfts ein kleineres Waldstück. Die übrigen Flächen werden überwiegend landwirtschaftlich genutzt. 
Die Einöde wurde erstmals 1602 erwähnt und gehörte zur Gemeinde Kardorf. In der Hofbeschreibung des Klosters Rot an der Rot aus dem Jahre 1723 wird der aus dem 15. Jahrhundert stammende prächtige Fachwerkbau als St.-Sebastians-Gut genannt.